# Бадах Павло Миколайович
Бадах Павло Миколайович — український військовослужбовець Національної гвардії України, учасник російсько-української війни.

## Життєпис
Народився 2001 року, проживав у місті Київ.
Служив у військовій частині 3027 «Буревій»
Загинув.